# Tom Waldsteiner
Tom Waldsteiner (Berlino, 15 maggio 2002) è un tuffatore tedesco.

## Biografia
Compete per il Berliner TSC. È allenato da Igor Gulov. In precedenza è stato allenato da Sabine Grothkopp.
Si è messo in mostra a livello giovanile nel 2017 agli Europei giovanili di Bergen 2017, classificandosi al quarto posto nel trampolino, categoria 14-15 anni. 
Due anni più tardi, agli europei giovanili di Kazan' 2019 ha conquistato la medaglia di bronzo nella piattaforma 10 metri nella categoria 16-18 anni, alle spalle dei russi Ruslan Ternovoj e Maksim Malofeev. Nel sincro 10 metri si è classificato quarto con il connazionale Karl Schöne.
Agli europei di tuffi di Kiev 2019 si è classificato quinto nella piattaforma 10 metri sincro, gareggiando con Karl Schöne.
Ha rappresentato la nazionale tedesca alle universiadi di Chengdu 2023, dove ha guadagnato l'argento nel sincro 10 m, al fianco di Lou Massenberg.
Agli europei di nuoto di Belgrado 2024 ha vinto l'argento nel sincro 10 m misti, con la connazionale Carolina Coordes.

## Palmarès
- Europei di nuoto

Belgrado 2024: argento nel sincro 10m misti
- Universiadi

Chengdu 2023: argento nel sincro 10m.
- Europei giovanili

Helsinki 2018: bronzo nella piattaforma 10m.